# Wolfgang Poppelbaum
Wolfgang Poppelbaum (* 20. Juni 1939 in Wien) ist ein deutscher Jurist und war von 1978 bis 1994 Leiter der Hamburger Feuerkasse, sowie von 1994 bis 2004 Vorstandsvorsitzender der Hamburger Feuerkasse Versicherungs-Aktiengesellschaft.

## Leben
Nach der Flucht aus Wien 1944 wuchs er in Dramfeld (Landkreis Göttingen), dann in Lüneburg auf. Dort machte er sein Abitur am Gymnasium Johanneum Lüneburg. Er studierte Rechtswissenschaft an der Philipps-Universität Marburg, Universität Wien, Universität Bonn und der Universität zu Köln. Nach dem Zweiten Staatsexamen begann er 1969 seine Tätigkeit in der Versicherungswirtschaft bei der Öffentlichen Versicherung Braunschweig, wo er nach dem Einsatz als Direktionsassistent und Direktionsbevollmächtigter als Abteilungsleiter für die Bereiche Personal, Verwaltung, Recht, Vertrieb, Werbung und Öffentlichkeitsarbeit verantwortlich war.
Ab dem 1. Februar 1978 wurde Wolfgang Poppelbaum als Leiter (Direktor) der Hamburger Feuerkasse tätig. Nach der zum 1. Juli 1994 erfolgten Umwandlung in eine Aktiengesellschaft war er bis zu seinem Ruhestand am 30. April 2004 Vorsitzender des Vorstands der Hamburger Feuerkasse Versicherungs-Aktiengesellschaft.

## Ehrenamtliches Engagement
Poppelbaum war auch außerhalb der Feuerkasse engagiert und hatte etwa 40 Ehrenämter inne. Unter anderem war er Vorstandsvorsitzender der Feuerwehr-Unfallkasse Hamburg (1978–2005) und Vorsitzender des Vereins zur Verhütung von Diebstahl (1988–2004). Für sein ehrenamtliches Engagement wurde er am 22. Dezember 2003 mit dem Bundesverdienstkreuz am Bande ausgezeichnet. An der Universität Hamburg ist Poppelbaum im Sprecherrat für das Kontaktstudium für ältere Erwachsene tätig.

## Auszeichnungen
- 2003 – Ehrenbrandmeister der Freiwilligen Feuerwehr Hamburg[4]
- 2003 – Bundesverdienstkreuz am Bande
- 2004 – Ehrenkommissar der Polizei Hamburg[5]